# Армрестлінг

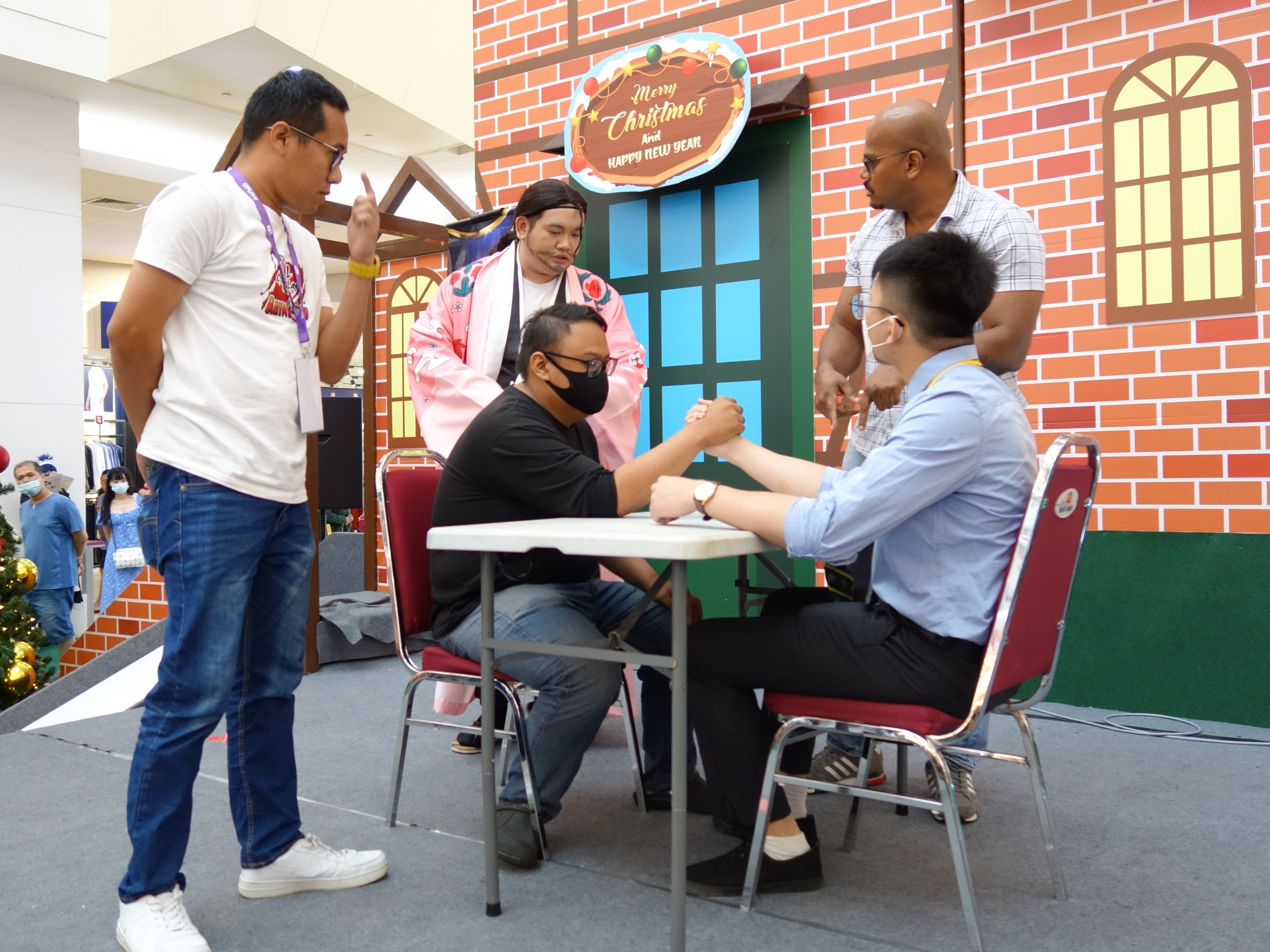
Армрестлінг

Армрестлінг або рукоборство (англ. Arm wrestling) — настільна боротьба однією рукою, де учасники змагання ставлять лікті на стіл, зчіплюють руки і намагаються пересилити один одного і тим самим покласти руку суперника на поверхню столу.

## Назва
На думку Олександра Стишова, позитивним явищем є мовний пуризм, тобто вживання терміна рукоборство, а не запозиченого «армрестлінг».

## Відомості
Армрестлінг є популярним видом спорту, за яким проводяться чемпіонати світу, змагання різних країн і регіонів.
Цей вид спорту народився півстоліття тому в американському барі.
Армрестлінг не потребує якоїсь особливої екіпіровки, головне, що потрібно — це сила, спритність і витривалість — якості, властиві будь-якому справжньому чоловікові.
Слово «армрестлінг» походить від злиття двох англійських слів «arm» і «wrestling»; arm — рука, а wrestle, wrestling — запекла боротьба. Армрестлінг є вид спортивної боротьби — поєдинок на руках, що проводиться за певними правилами на спеціальних столах.
Починаючи з 1997 року, армрестлінг стали називати армспортом, армрестлерів армборцями.
Предметом особливої гордості для українців є той факт, що європейський і міжнародний армрестлінг зобов'язаний своєму розвитку українцю — видатному спортсмену і діячеві спорту Ігорю Мазуренку. Ігор Мазуренко очолює кілька міжнародних організацій армрестлінгу та є організатором всіх найбільших спортивних подій з армрестлінгу в світі, такіх як:
1999: «Дуель гігантів Армрестлінг — Гдиня»;
2000: «Перший Міжнародний Турнір з Армрестлінгу „Злотий Тур“, Гдиня»;
2001: «XXII Чемпіонат Світу з армрестлінгу — Гдиня»;
2001: «Другий Міжнародний Турнір з Армрестлінгу» Злотий Тур «, Гдиня»;
2002: «Третій Міжнародний Турнір з Армрестлінгу» Злотий Тур «, Гдиня»;
2003: «Перший професійний Чемпіонат світу з армрестлінгу», Варшава;
2004: «XIV Чемпіонат Європи з армрестлінгу — Гдиня»;
2004: «II Кубок світу для професіоналів з армрестлінгу-Nemiroff World Cup — Варшава»;
2005: «Міжнародний Гала Армрестлінг — Starogard»;
2005: «Міжнародний Гала Армрестлінг — Явожно»;
2005: «Міжнародний Гала Армрестлінг — Ольштин»;
2005: «III Кубок світу для професіоналів з армрестлінгу — Nemiroff World Cup — Варшава»;
2006: «Міжнародний Гала Армрестлінг Навчання — Гдиня»;
2006: «Міжнародний Гала Армрестлінг Навчання — Starogard»;
2006: «IV Кубок світу для професіоналів з армрестлінгу — Nemiroff World Cup — Варшава»;
2007: «Міжнародний Гала Армрестлінг — Гдиня»;
2007: «Міжнародний Гала Армрестлінг — Starogard»;
2007: «V Кубок світу для професіоналів з армрестлінгу — Nemiroff World Cup — Варшава»;
2008: «Міжнародний Гала Армрестлінг Навчання — Гдиня»;
2008: «Міжнародний Гала Армрестлінг Навчання — Сопот»;
2008: «VI Кубок світу для професіоналів з армрестлінгу — Nemiroff World Cup — Варшава»;
2009: «VII Кубок світу для професіоналів з армрестлінгу — Nemiroff World Cup — Варшава»;
2010: «Європейська Армрестлінг ліга — Przeźmierowo»;
2010: «VIII Кубок світу для професіоналів з армрестлінгу — Nemiroff World Cup — Сопот»;
2011: «IX Кубок світу для професіоналів з армрестлінгу — Nemiroff World Cup — Ozarow»;
2012: «XXII Чемпіонат Європи — Гданськ 2012»;
2012: «X Кубок світу для професіоналів з армрестлінгу — Nemiroff World Cup — Варшава»;
2013: «XXXV Чемпіонат світу з армрестлінгу — Гдиня».
Армрестлінг є найбільш демократичним і «мирним» видом єдиноборств, який не вимагає спеціальних для цього приміщень, обладнання та спорядження. Попри це, на відміну від іншого виду спорту, людина будь-якого віку може отримати шанс виграти змагання з армрестлінгу.
Зараз у світі культивують боротьбу на руках три великих міжнародних організації: WWinc, WAF і WAWC.
Одними з найяскравіших представників України у цьому виді спорту є неодноразові переможці світових та континентальних першостей:
- Олег Жох, уродженець Рівненщини
- Андрій Пушкар, уродженець Тернопільщини.[2][3]

- Максим Поліщук, уродженець Тернопільщини[4].

- Ігор Мазуренко — представляє Польщу.